# Hobartiidae
Hobartiidae (лат.) — семейство насекомых из отряда жесткокрылых, насчитывающее 7 видов.

## Распространение
Ареал семейства: Австралия и Южная Америка (Чили и Аргентина).

## Описание
Антенны 11-члениковые, последние три членика объединены в булаву, брюшко с 7 парами дыхалец, лапки с пятью тарзомерами на всех конечностях (или у самцов задние лапки с 4).

## Систематика
- Семейство: Hobartiidae
  - Род: Hobartius Sen Gupta & Crowson, 1966
    - Вид: Hobartius chilensis Tomaszewska & Slipinski, 1995
    - Вид: Hobartius eucalypti (Blackburn, 1892)
    - Вид: Hobartius newtonorum Tomaszewska & Slipinski, 1995
    - Вид: Hobartius niger Tomaszewska & Slipinski, 1995
    - Вид: Hobartius tasmanicus Sen Gupta & Crowson, 1966

  - Род: Hydnobioides Sen Gupta & Crowson, 1966
    - Вид: Hydnobioides lawrencei Tomaszewska & Slipinski, 1995
    - Вид: Hydnobioides pubescens Sen Gupta & Crowson, 1966